# Roaring forties
Roaring forties eller brølende fyrrere på dansk er havområdet på den sydlige halvkugle mellem 40. og 50. breddegrad. Her blæser der en stærk og vedvarende vind fra vestlig kant, da der er meget få landmasser til at hindre luftstrømmen, sådan som det ellers ses på samme breddegrader på den nordlige halvkugle. Derfor har vejrstationen ved Port-aux-Français på Kerguelen, på ca. 49°S, en gennemsnitlige vindhastighed som varierer fra 35 km/t (frisk brise) om sommeren til 41 km/t (lille kuling) om vinteren. Vejrstationen ligger forholdsvis beskyttet, så åbne havstrækninger har betydeligt mere vind.
Området blev navngivet af sømænd i Sejlskibstiden og var en stor hjælp for handelsskibe fra Europa til Ostindien eller Australien, og er i nyere tid blevet anvendt af verdensomsejlere.